# Crusoe (TV-serie)

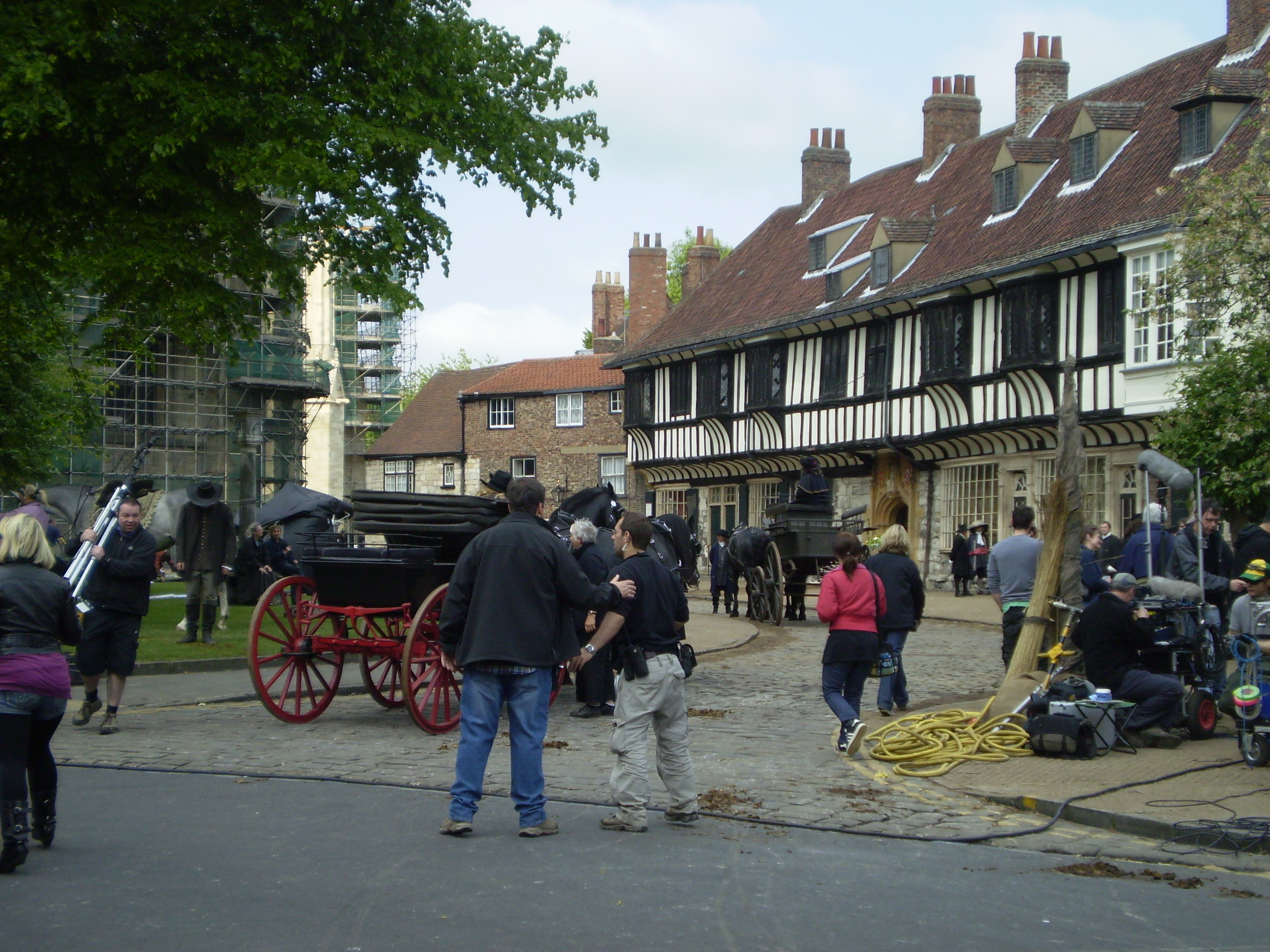
Från filminspelningen på St. Williams College, York, England (2008).

Crusoe är en amerikansk/brittisk TV-serie i 13 delar från 2008–2009 löst baserad på Daniel Defoes bok om Robinson Crusoe. Serien producerades av det London-baserade produktionsbolaget Power för NBC. NBC beskrev serien som en blandning mellan MacGyver, Castaway och Pirates of the Caribbean.
År 2009 vann den en Golden Reel Award för Best Sound Editing - Long Form Sound Effects and Foley in Television.

## Skådespelarna
- Philip Winchester - Robinson Crusoe[2]
- Tongayi Chirisa - Fredag[2]
- Anna Walton - Susannah[2]
- Sam Neill - Jeremiah Blackthorn[2]
- Mía Maestro - Olivia[2]
- Sean Bean - James Crusoe
- Joaquim de Almeida - Santana[2]